# Děkov
Děkov település Csehországban, Rakovníki járásban. Děkov Měcholupy, Blšany, Svojetín, Hořovičky és Hořesedly településekkel határos. Lakosainak száma 232 fő (2024. január 1.).

## Népesség
A település lakosságának változását az alábbi diagram mutatja:
| Lakosok száma | 784  | 859  | 822  | 302  | 207  | 184  | 218  | 225  | 221  | 232  |
|               | 1869 | 1890 | 1921 | 1950 | 1980 | 2001 | 2017 | 2019 | 2022 | 2024 |